# Jan Alouisius Lambertus Maria Loeff
Jan Alouisius Lambertus Maria (Jalm) Loeff ('s-Hertogenbosch, 27 januari 1898 - Veldhoven, 10 augustus 1985) was een Rotterdams advocaat.

## Familie
Loeff, lid van de patriciaatsfamilie Loeff, was een zoon van mr. dr. Jan Loeff (1858-1921), minister van Justitie, lid van de Raad van State en lid van het Permanent Hof van Arbitrage, en Maria Catharina Josepha Sweens (1868-1921). Hij trouwde in 1932 met Jannigje Visser (1898) met wie hij een dochter en een zoon kreeg.

## Loopbaan
Aanvankelijk studeerde Loeff rechten in Leiden maar halverwege stapte hij over naar Amsterdam en promoveerde hij op stellingen.
In 1921 werd hij junior (stagiair) op het Rotterdamse advocatenkantoor van mrs. Jacobson, Nauta en van Walsem. Toen hij op 1 januari 1928 tot de maatschap toetrad werd de kantoornaam Mrs. Nauta, van Walsem, van Rossem, Offerhaus en Loeff. Na meerdere fusies met andere kantoren is dit kantoor thans bekend als Loyens & Loeff.
Naast de algemene praktijk kende het kantoor twee belangrijke specialismen: zeerecht en verzekeringsrecht. Loeff legde zich vooral toe op die specialismen. Hij bewerkte het boek van mr. Joost Gerard Kist (1822-1892) over zeerecht dat in de laatste druk behalve de naam vrijwel geen letter van Kist meer bevatte. Aan het einde van zijn leven, in 1981, verscheen bij Tjeenk Willink het eerste deel van Loeff's eigen Vervoer ter Zee.
Naast zijn praktijk was Loeff actief op vele andere terreinen. Zo was hij lid van het Comité Maritime International, van de Staatscommissie voor Internationaal Privaatrecht en (net als zijn vader) van het Permanente Hof van Arbitrage. Daarnaast was hij curator van de Radboud Universiteit en voor de KVP lid van de Rotterdamse gemeenteraad.